# Okoljska kemija
Okoljska kemija, tudi kemija okolja, je smer kemije, ki proučuje kemijske in biokemijske pojave, ki potekajo v naravi. Ne smemo je pomešati z zeleno kemijo, ki se ukvarja z iskanjem načina, kako že na začetku kemijskega procesa čim bolj zmanjšati potencialno onesnaženje. Okoljska kemija se osredotoča na študij izvorov, reakcij, transporta, vplivov in življenjskega cikla kemijskih substanc v zraku, vodi in prsteh, ter človeškega vpliva na naštete faktorje.  Okoljska kemija je interdisciplinarna znanost, ki vključuje atmosfersko kemijo, kemijo vod in prsti, analizno kemijo in se pogosto opira na druga področja znanosti o okolju.
Primarna naloga okoljske kemije je razumeti, kako deluje neonesnaženo okolje, katere spojine in v kakšnih koncentracijah so prisotne v naravnem okolju in kakšni so njihovi vplivi na okolje. Brez tega bi bilo nemogoče natančno preučiti kakšen vpliv ima na okolje človek in njegove dejavnosti.
Okoljski kemiki pri proučevanju kemijskega dogajanja v okolju uporabljajo veliko konceptov iz kemije in ostalih ved o okolju. Pmembno je razumeti potek kemijskih reakcij, in obvladati statistične, vzorčevalne in analizne tehnike.

## Kontaminacija
Termin kontaminacija se pogosto uporablja v zvezi z onesnaženjem, vendar je med njima razlika. Medtem ko je onesnaževalec snov s škodljivim vplivom na okolje je kontaminant snov, ki je v okolju prisotna v koncentraciji višji od naravne vrednosti, posledično lahko tudi zaradi človeške dejavnosti, vendar brez posebnih škodljivih vplivov. Kasneje se zaradi kontaminacije lahko razvijejo škodljivi in strupeni efekti. Medij (npr. prst) ali organizem (npr. ribe) na katerega vplivajo onesnaževlaci in kontaminanti se imenuje sprejemnik, ponor pa je kemijski medij, v katerem se kontaminant zaduržuje in z njim reagira.

## Okoljski pokazatelji
Dejavniki, ki dobro pokažejo vpliv človeka na okolje so kvaliteta vod, zraka, in tal. V naštetih okoljih se pogosto spremljajo koncentracije hranil (nitrati, fosfati), plinov (ogljikov dioksid, žveplov dioksid, dušikovi oksidi), prahu, težkih kovin (baker, cink, svinec, kadmij, živo srebro) in fitofarmacevtskih sredstev.

## Uporaba
Krovna organizacija v Sloveniji, ki obdeluje podatke okoljskih meritev je Agencija Republike Slovenije za okolje,   z okoljskimi meritvami pa se ukvarjajo še nekateri drugi inštituti in univerze. V svetu je dejavno veliko število okoljskih inštitutov in agencij, ki se ukvarjajo z odkrivanjem in identifikacijo različnih onesnaževalcev, kot so na primer:
- Industrijsko onesnaženje okolja s težkimi kovinami, ki se lahko preko vodotokov znajdejo v živih organizmih.
- Izluženje hranil iz kmetijskih površin v vodovje, ki povzroča cvetenje voda in evrtofikacijo
- Odtekanje onesnaževalcev iz urbanih področij (ceste, parkirišča, strehe) med padavinami. Tipični onesnaževalci so bencin, motorno olje in ostali ogljikovodiki, kovine, hranila in sedimenti (prsti)
- Organokovinske spojine
- Zdravila

## Metode
Kvantitativna kemijska analiza je ključnega pomena v okoljski kemiji, ker omogoča zbiranje podatkov, ki so uporabni v večini okoljskih študij. Klasične kvantitativne analizne tehnike v okoljski kemiji vključujejo tako uporabo osnovnejših tehnik (gravimetrija, titrimetrija, elektrokemijske analizne metode), kot tudi kompleksnejših analiznih metod (atomska spektroskopija, masna spektroskopija, kromatografija), s katerimi je mogoče določiti sledi kovin in organskih spojin. Pogosta je tudi uporaba radioloških tehnik za odkrivanje onesnaževalcev, ki sevajo radioaktivne delce.